# 武嶺遠環蚓
武嶺遠環蚓（学名：Amynthas wulinensis）为巨蚓科遠環蚓屬下的一个种。